# Irish Open 2009
Die Irish Open 2009 im Badminton fanden vom 3. bis zum 6. Dezember 2009 in Dublin statt.

## Medaillengewinner
| Disziplin    | Gold                                       | Silber                               | Bronze                                    |
| ------------ | ------------------------------------------ | ------------------------------------ | ----------------------------------------- |
| Herreneinzel | Henri Hurskainen                           | Peter Mikkelsen                      | Rune Ulsing                               |
| Herreneinzel | Henri Hurskainen                           | Peter Mikkelsen                      | Christian Lind Thomsen                    |
| Dameneinzel  | Carolina Marín                             | Rachel van Cutsen                    | Bo Rong                                   |
| Dameneinzel  | Carolina Marín                             | Rachel van Cutsen                    | Elizabeth Cann                            |
| Herrendoppel | Mads Conrad-Petersen Mads Pieler Kolding   | Marcus Ellis Peter Mills             | Vladimir Ivanov Ivan Sozonov              |
| Herrendoppel | Mads Conrad-Petersen Mads Pieler Kolding   | Marcus Ellis Peter Mills             | Rasmus Bonde Simon Mollyhus               |
| Damendoppel  | Mariana Agathangelou Heather Olver         | Maria Helsbøl Anne Skelbæk           | Jillie Cooper Emma Mason                  |
| Damendoppel  | Mariana Agathangelou Heather Olver         | Maria Helsbøl Anne Skelbæk           | Line Damkjær Kruse Mie Schjøtt-Kristensen |
| Mixed        | Mikkel Delbo Larsen Mie Schjøtt-Kristensen | Robin Middleton Mariana Agathangelou | Johannes Schöttler Sandra Marinello       |
| Mixed        | Mikkel Delbo Larsen Mie Schjøtt-Kristensen | Robin Middleton Mariana Agathangelou | Chris Langridge Jillie Cooper             |